# Snakeskin
Snakeskin es un proyecto musical de Electrónica fundado por el alemán Tilo Wolff en 2004 que se enmarca dentro del Electroindustrial y se caracteriza por incorporar toques góticos dentro de ella, un estilo muy diferente al de su grupo Lacrimosa.
Tilo Wolff experimenta con voces de manera peculiar, sobre todo usando Auto-Tune.

## Music for the lost [2004]
Nadie puede catalogarla a un género específico ni a una producción determinada. Contrariamente a los sonidos característicos y usuales del electro en los cuales los arreglos vocales toman un rol narrativo, en Snakeskin la voz forma parte de una mezcla musical como un elemento orgánico y emocional. "Music for the Lost" presenta a un Tilo desconocido con un potencial creativo enorme, donde la rudeza de 'Symphony of Pain' queda soslayada por la glamorosa 'Cinderella', pasando por una profundísima 'Furious Stars', o la tristeza desprendida en 'Come as You Are'. Es un remolino de pasiones oscuras, emociones y agresión, que se complementan con dos remezclas y una versión para las pistas de baile: 'Melissa' realizada por KIEW, 'I am the Dark' por Combichrist y un Clubmix de 'Cinderella'.
Cabe destacar que el mismo Tilo Wolff dijo en una ocasión que el proyecto de Snakeskin solo lo hacía para probar como se oia en otra tendencia como lo es el electro.

## Canta'tronic [2006]
Este álbum cuenta con la participación de la soprano alemana Kerstin Doelle, quien gracias a su amplio registro vocal y gran versatilidad introduce una nueva atmósfera emocional a las canciones, en contraste con la tensión producida por los efectos electrónicos en la voz de Tilo (de allí su nombre), creando un conjunto de melodías conmovedoras que distancian a este álbum un poco del trabajo anterior.
En él álbum podemos encontrar temas muy apropiados para los clubes, como ‘Etterna’ o ‘Bite me’. En ellos la voz de Kerstin es la protagonista absoluta y ambos han sido elegidos para las remezclas que encontramos al final del disco. ‘Mortal life’ también posee una rítmica bastante bailable aunque en esta ocasión la voz femenina actúa prácticamente como un instrumento más, mientras que las bases suenan algo más sucias. ‘Stonecoldhands’ muestra a un Tilo mucho más calmado que en el anterior trabajo, lo que unido a una percusión muy repetitiva y a algunos elementos de cuerda consigue crear una atmósfera llena de melancolía y misterio. ‘La force’ es una de las joyas del disco y en ella la preciosa voz femenina se ve arropada por una hermosa y cuidada instrumentación que desemboca en un crescendo muy controlado pero lleno de intensidad. ‘Still not home’ sigue un poco la misma tónica, pero incorpora unas bases rotas que le proporcionan cierta agresividad. ‘The Eternal’ es un gran tema a medio tiempo que el ebm/industrial más tranquilo con algún ramalazo wave. Si a esto le unimos una voz con una distorsión mínima pero llena de emotividad y energía el resultado es verdaderamente interesante. ‘Manora’ y ‘Recall II’ son dos temas a la medida de Kerstin, mientras que ‘Tourniquet’ destaca por lo incesante de su percusión y la teatralidad de la voz, aunque sin embargo el nos encontramos ante uno de los mejores temas, salvo en su tramo final, en el que desaparece esa sensación de no ir a ninguna parte que desprende el resto de la canción.
‘Canta’Tronic’ ha supuesto un alejamiento de los Snakeskin anteriores y un ligero acercamiento al sonido de Lacrimosa, lo que le convierte en un disco equilibrado que supera a ‘Music for the Lost’ tanto en originalidad como en variedad.

## Discografía
- Music for the Lost 2004

- Canta'Tronic 2006

- Tunes for my Santiméa 2016

- Medusa's Spell 2020

## EPs
- I am the Dark 2004

- Melissa 2004

- Etterna/Bite Me 2004 (Special Promo)

## Remixes
- Lacrimosa - Lichtgestalten - Lichtgestalt 2005

- Lacrimosa - Gift y Advanced Electronics Vol.8 - Sellador 2010